# Hans Cattini
Hans Cattini   (Grono, 24 de gener de 1914 - Lausana, 2 d'abril de 1987) va ser un jugador d'hoquei sobre gel suís que va competir durant les dècades de 1930 i 1940. Era germà del també jugador d'hoquei sobre gel Ferdinand Cattini.
El 1936 va prendre part en els Jocs Olímpics d'Hivern de Garmisch-Partenkirchen, on fou tretzè en la competició d'hoquei sobre gel. El 1948, una vegada finalitzada la Segona Guerra Mundial, va disputar els Jocs de Sankt Moritz, on guanyà la medalla de bronze en la mateixa competició. En el seu palmarès també destaquen tres medalles al Campionat del Món d'hoquei gel, de plata el 1935 i de bronze el 1937 i 1939, i una de plata al Campionat d'Europa d'hoquei sobre gel de 1932, en la darrera edició d'aquesta competició disputada de manera independent. Disputà 111 partits internacionals en què marcà 54 gols.
A nivell de clubs jugà al HC Davos entre 1930 i 1949, guanyant catorze lligues suïsses (1933 a 1935, 1937 a 1939 i 1941 a 1948) i la Spengler Cup el 1933, 1936, 1938 i de 1941 a 1943.
El 1998, juntament amb el seu germà, va ser inclòs al Saló de la fama internacional de l'hoquei sobre gel.